# Foot-Ball Club Juventus 1914-1915
Questa voce raccoglie le informazioni riguardanti il Foot-Ball Club Juventus nelle competizioni ufficiali della stagione 1914-1915.

## Stagione
La Juventus partecipa al campionato di Prima Categoria, giungendo 2ª nel gruppo B dell'Alta Italia e qualificandosi così ai gironi di semifinale interregionale, dove si classifica 2ª nel gruppo A.

## Divise
| Casa | Portiere |

## Rosa
| N. |                   | Ruolo | Calciatore       |
| -- | ----------------- | ----- | ---------------- |
|    | Italia (bandiera) | P     | Vittorio Faroppa |
|    | Italia (bandiera) | P     | Rosolino Montano |
|    | Italia (bandiera) | P     | Michele Rosa     |
|    | Italia (bandiera) | D     | Augusto Arioni   |
|    | Italia (bandiera) | D     | Luigi Baldi      |
|    | Italia (bandiera) | D     | Filippo Castoldi |
|    | Italia (bandiera) | D     | Collino II       |
|    | Italia (bandiera) | C     | Bigatto I        |
|    | Italia (bandiera) | C     | Boglietti II     |
|    | Italia (bandiera) | C     | Domenico Capello |
|    | Italia (bandiera) | C     | A. Gamberini     |

| N. |                   | Ruolo | Calciatore           |
| -- | ----------------- | ----- | -------------------- |
|    | Italia (bandiera) | C     | Giuseppe Giriodi     |
|    | Italia (bandiera) | C     | Biagio Goggio        |
|    | Italia (bandiera) | C     | P. Lora              |
|    | Italia (bandiera) | C     | Varalda I            |
|    | Italia (bandiera) | A     | Boglietti I          |
|    | Italia (bandiera) | A     | Lorenzo Valerio Bona |
|    | Italia (bandiera) | A     | Borel I              |
|    | Italia (bandiera) | A     | Benigno Dalmazzo     |
|    | Italia (bandiera) | A     | M. Gaido             |
|    | Italia (bandiera) | A     | A. Marchisio         |
|    | Italia (bandiera) | A     | Pierino Sodano       |

## Risultati

### Prima Categoria

#### Girone eliminatorio
| Arbitro: | Pippo (Genova) |

|  |           |                                                                                      |
|  | Marcatori | 8’, 28’ Marchisio 25’, 36’, 56’ Dalmazzo 31’ Goggio 44’, 49’ Sodano 64’ E. Boglietti |

| Arbitro: | Laugeri (Torino) |

|                |           |                                            |
| Borel 44’, 87’ | Marcatori | 35’ (rig.) De Ambrosis 46’ Bodo 88’ Sandri |

| Arbitro: | Gera (Torino) |

|                                                                 |           |            |
| Sodano 1’, 36’, 50’ Marchisio 12’, 30’, 76’ G. Collino 20’ Bona | Marcatori | 7’ Boggero |

| Arbitro: | Ed. Pasteur (Genova) |

|              |           |              |
| F. Mosso 88’ | Marcatori | E. Boglietti |

| Arbitro: | Brunetti (Torino) |

|  |           |          |
|  | Marcatori | 64’ Bona |

| Arbitro: | Masperi (Brescia) |

|                                                    |           |  |
| Sodano 21’, 35’, 89’ Dalmazzo 25’ Giriodi 52’, 55’ | Marcatori |  |

| Arbitro: | Mauro (Milano) |

|  |           |                                 |
|  | Marcatori | 5’, 10’ E. Boglietti 75’ Sodano |

| Arbitro: | Pippo (Genova) |

|                     |           |                                                               |
| Gaia 70’ Stoppa 83’ | Marcatori | 30’ G. Collino 32’ Bona 43’ Sodano 51’, 71’, 72’ E. Boglietti |

| Arbitro: | Pedroni (Milano) |

|                              |           |                                                                       |
| Giriodi 28’ E. Boglietti 32’ | Marcatori | 14’, 74’ Debernardi II 17’, 73’ E. Mosso 23’, 24’ Tirone 85’ F. Mosso |

| Arbitro: | Brunetti (Torino) |

|                                                               |           |  |
| Dalmazzo 15’, 60’ Sodano 43’ Bona 62’ (rig.) Meola 85’ (aut.) | Marcatori |  |

#### Girone di semifinale
| Arbitro: | Pedroni (Milano) |

|                                                       |           |  |
| De Vecchi 6’ (rig.) Benvenuto 38’ Sardi 52’ Magni 60’ | Marcatori |  |

| Arbitro: | Terzolo (Genova) |

|                                     |           |                           |
| E. Boglietti 1’, 9’, 83’ Goggio 16’ | Marcatori | 12’ Parodi 44’ Bertinotti |

| Torino 14 marzo 1915 3ª giornata | Juventus | 2 – 0 (tav.) referto | Venezia | Stadio di Corso Sebastopoli |

| Arbitro: | Pedroni (Milano) |

|                       |           |                                                  |
| Giriodi 12’ Baldi 82’ | Marcatori | 40’, 78’, 80’ Santamaria 64’ Mariani 88’ Berardo |

| Arbitro: | Terzolo (Genova) |

|            |           |                      |
| Mattea 19’ | Marcatori | 36’ Giriodi 86’ Bona |

| Arbitro: | Resegotti (Milano) |

|                              |           |                                          |
| Storto 1’ Bigatto 81’ (aut.) | Marcatori | R. Boglietti , 55’, 72’ Bona 40’ Giriodi |

## Statistiche

### Statistiche di squadra
| Competizione                   | Punti | In casa | In casa | In casa | In casa | In casa | In casa | In trasferta | In trasferta | In trasferta | In trasferta | In trasferta | In trasferta | Totale | Totale | Totale | Totale | Totale | Totale | DR  |
| Competizione                   | Punti | G       | V       | N       | P       | Gf      | Gs      | G            | V            | N            | P            | Gf           | Gs           | G      | V      | N      | P      | Gf     | Gs     | DR  |
| ------------------------------ | ----- | ------- | ------- | ------- | ------- | ------- | ------- | ------------ | ------------ | ------------ | ------------ | ------------ | ------------ | ------ | ------ | ------ | ------ | ------ | ------ | --- |
| Campionato - Eliminatorie      | 15    | 5       | 4       | 0       | 1       | 24      | 8       | 5            | 3            | 1            | 1            | 22           | 6            | 10     | 7      | 1      | 2      | 46     | 14     | +32 |
| Campionato - Semifinali (Nord) | 8     | 3       | 2       | 0       | 1       | 8       | 7       | 3            | 2            | 0            | 1            | 7            | 7            | 6      | 4      | 0      | 2      | 15     | 14     | +1  |
| Totale                         |       | 8       | 6       | 0       | 2       | 32      | 15      | 8            | 5            | 1            | 2            | 29           | 13           | 16     | 11     | 1      | 4      | 61     | 28     | +33 |